# Одиниця тиску

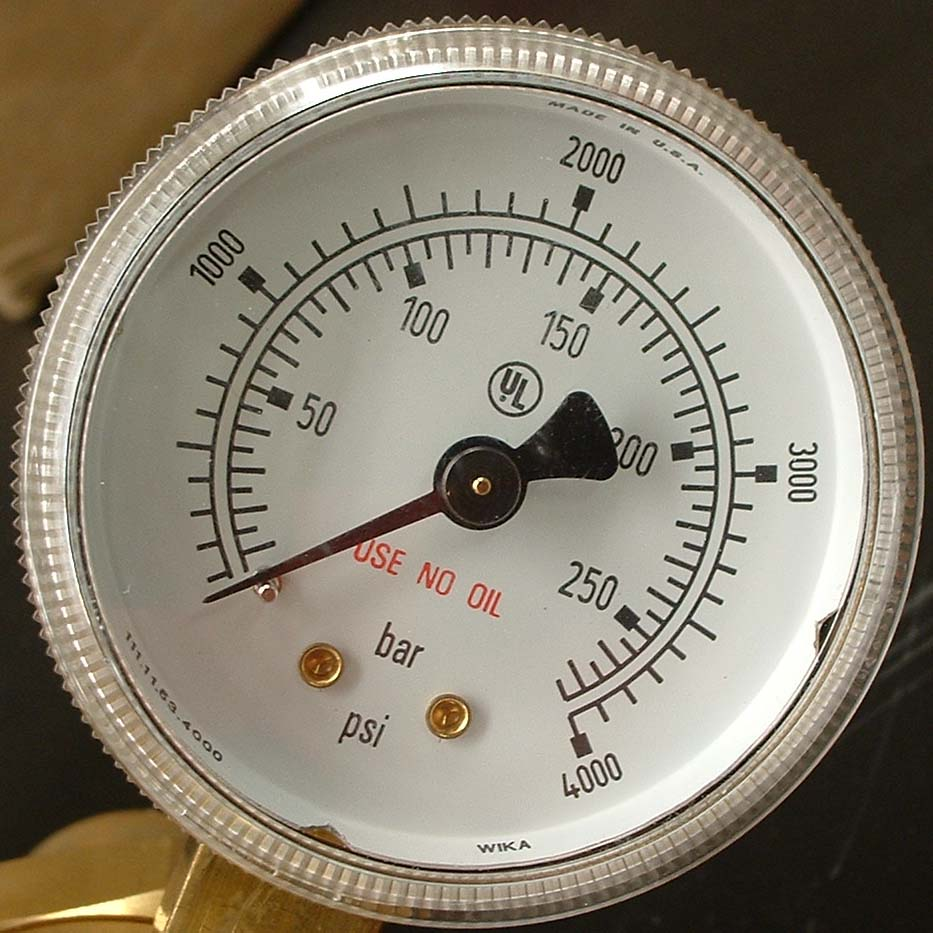
Манометр зі шкалою, проградуйованою у барах (bar) та фунтах на квадратний дюйм (psi)

Одини́ця ти́ску (англ. unit of pressure) — одиниця для вимірювання тиску, міра, через яку кількісно виражається величина тиску в рідинах та газах.
Одиницею вимірювання тиску в системі SI є паскаль (позначення: Па, міжнародне: Pa). 1 Па — тиск створений силою 1 Н, яка рівномірно розподілена по нормальній до неї площі величиною в 1 м². Найуживаніші префікси кратності: 1 кПа = 10³ Па, 1 МПа = 106 Па.
В манометрії допускається використання і позасистемних одиниць тиску.
Поширеною одиницею є технічна атмосфера (ат або кгс/м²), що являє собою тиск, який утворюється силою в 1 кгс, рівномірно розподіленою по нормалі до поверхні, площею 1 см²): 1 ат = 1 кгс/см² = 98066,5 Па ≈ 100кПа = 0,1 МПа.
Так як тиск в одну технічну атмосферу є досить великою величиною, то на практиці для вимірювання малих тисків використовують одиниці тиску: міліметри ртутного стовпа (мм рт. ст., торр) або міліметри водного стовпа:
1 ат = 735,56 мм рт.ст при температурі 0 °C
1 кгс/см² = 738,2 мм рт.ст. при температурі 20 °C;
1 ат = 10 м водного стовпа при 4 °C.
1 мм рт.ст. = 133,322 Па
1 мм.вод.ст. = 9,8 Па.
Наступна одиниця тиску — бар: 1 бар = 105 Па = 0,1 МПа і є за величиною дещо більшим за технічну атмосферу.
Ще використовується одиниця тиску — фізична атмосфера (атм), яка дорівнює тиску стовпа ртуті висотою 760 мм при температурі 0 °C і прискоренні вільного падіння g= 9,81 м/с².
1 атм = 1,0332 кгс/см² 103 кПа — відповідає нормальному атмосферному тиску і використовується як одиниця при перерахунках об'ємів газу та повітря, при їхньому переході із одного стану в інший (при зрідженні газів).
У США та Великій Британії тиск виражають у: фунтах на квадратний дюйм (lbf/in²), паундалях на квадратний фут (pdl/ft²), дюймах водного стовпа (inH2O), футах водного стовпа (ft H2O), в дюймах ртутного стовпа (in Hg) тощо.
1 lbf/ in² =6894,76 Н/м²,
1 pdl/ft² = 1,48816 Н/м²,
1 in H2O = 249,089 Н/м²;
1 ft H2O = 2989,07 Н/м²,
1 in Hg = 3386,39 н/м².
Співвідношення між найпоширенішими одиницями тиску подано у таблиці:
|                                    | Паскаль | Бар (bar, бар) | Н/мм²        | кгс/м²   | Технічна атмосфера (at, ат) | Фізична атмосфера (atm, атм) | Міліметр ртутного стовпа (mmHg, мм рт. ст., torr, торр) | Фунт на квадратний дюйм (psi) |
| 1 Па (Н/м²) =                      | 1       | 10−5           | 10−6         | 0,102    | 0,102·10−4                  | 0,987·10−5                   | 0,0075                                                  | 145,038·10−6                  |
| 1 бар =                            | 100 000 | 1              | 0,1          | 10 197   | 1,02                        | 0,987                        | 750                                                     | 14,5038                       |
| 1 Н/мм² =                          | 106     | 10             | 1            | 1,02·105 | 10,2                        | 9,87                         | 7500                                                    | 145,038                       |
| 1 кгс/м² =                         | 9,81    | 9,81·10−5      | 9,81·10−6    | 1        | 10−4                        | 0,968·10−4                   | 0,0736                                                  | 14,223·10−4                   |
| 1 технічна атмосфера = 1 кгс/см² = | 98 100  | 0,981          | 0,0981       | 10 000   | 1                           | 0,968                        | 736                                                     | 14,223                        |
| 1 фізична атмосфера = (760 торр) = | 101 325 | 1,013          | 0,1013       | 10 330   | 1,033                       | 1                            | 760                                                     | 14,696                        |
| 1 торр = 1 мм рт. ст. =            | 133     | 0,00133        | 1,33·10−4    | 13,6     | 0,00132                     | 0,00132                      | 1                                                       | 19,3367·10−3                  |
| 1 psi                              | 6894,76 | 68,9476·10−3   | 68,9476·10−4 | 702,99   | 70,307·10−3                 | 68,046·10−3                  | 51,7151                                                 | 1                             |